# كل ما أريد أن أفعله (فلم 2011)
كل ما أريد فعله (بالدارجة المغربية: كًاع لي بغيت ندير)، فيلم وثائقي مغربي صدر عام 2011 من إنتاج شركة لا برود، وإخراج ميشيل مدينا، بطولة عمر السيد، والدون بيج وسي محمد حارس موقف السيارات، وإبنه أيوب البالغ من العمر 17 عاما. صُور الفيلم الوثائقي في المغرب خلال الفترة الممتدة ما بين 2009 إلى 2010.

## الجوائز
فاز الفيلم بجائزة الفيلم الوثائقي في مهرجان أثينا السينمائي الدولي سنة 2011، وتم ترشيحه في مهرجان الجزيرة الدولي للفيلم الوثائقي سنة 2011 عن "أفضل فيلم" و"أفضل مخرج" في مهرجان الموسيقى العالمية والسينما المستقلة في العاصمة واشنطن.

## القصة
ينسج الفيلم تفاصيل أحلام سي محمد البالغ من العمر 48 عامًا والذي يعمل حارسًا لموقف السيارات بالدار البيضاء، وإبنه أيوب البالغ من العمر 17 عامًا والذي مثل في أفلام هوليود مع ممثلين مشهورين مثل براد بيت. بعد أن تبددت أحلام الشاب أيوب في أن يصبح نجما من نجوم هوليوود، يختار الموسيقى، حيث يشكل فرقة للهيب هوب مع والده، وهي مغامرة في مجتمع محافظ كالمغرب.

## الروابط الخارجية
- All I Wanna Do  في قاعدة بيانات الأفلام على الإنترنت (بالإنجليزية)